# Coming Home (Lionel Richie)
Coming Home è l'ottavo album in studio del cantante statunitense Lionel Richie, pubblicato il 12 settembre 2006.

## Tracce
1. I Call it Love
2. Sweet Vacation
3. Why
4. What You Are
5. Up All Night
6. I'm Coming Home
7. All Around The World
8. Outta My Head
9. Reason To Believe
10. I Love You
11. I Apologize
12. I'm Missing Her